# Reprezentacja Danii na Mistrzostwach Świata w Narciarstwie Klasycznym 2005
Reprezentacja Danii na Mistrzostwach Świata w Narciarstwie Klasycznym 2005 w Oberstdorfie liczyła trzech biegaczy narciarskich. Najwyższe miejsce zajął Martin Trøls Møller, który w sprincie mężczyzn był 49.

## Wyniki

### Biegi narciarskie

#### Mężczyźni
Sprint
- Martin Trøls Møller - 49. miejsce
- Sebastian Sørensen - 63. miejsce

15 km stylem dowolnym
- Martin Trøls Møller - 64. miejsce
- Jonas Thor Olsen - 77. miejsce
- Sebastian Sørensen - 93. miejsce

Bieg pościgowy 2x15 km
- Jonas Thor Olsen - nie ukończył
- Martin Trøls Møller - nie ukończył

50 km stylem klasycznym
- Jonas Thor Olsen - 51. miejsce
- Sebastian Sørensen - nie wystartował